# Guillermo II de Provenza
Guillermo II (o III) (h. 981-1018), llamado el Piadoso, fue un conde de Provenza.

## Biografía
Guillermo era hijo de Guillermo I (o II) de Provenza y Arsenda de Comminges, hija de Arnaldo, conde de Comminges y Arsenda, condesa de Carcasona. Guillermo sucedió a su padre, Guillermo I, cuando este último se retiró a un monasterio justo antes de su muerte a finales de 994. Era menor y estaba bajo la regencia de su madrastra hasta que llegó a la mayoría de edad en 999. Su regente fue Adelaida de Anjou, la segunda esposa de su padre. Guillermo no lo sucedió en el título de margrave, que fue a su tío Rotboldo II. Alrededor de 1002, se casó con Gerberga, hija de Otón-Guillermo de Borgoña y Ermentruda, condesa de Mâcon y Besanzón. Guillermo murió en 1018, alrededor del 30 de mayo.

## Familia
Juntos, Guillermo y Gerberga tuvieron a:
- Guillermo IV de Provenza (m. h. 1019-30), quien sucedió a su padre.[1]
- Godofredo I de Provenza (m. h. febrero 1061-62), conde de Arlés, margrave de Provenza.[1]
- Fulco Bertrand de Provenza (m. h. 27 de abril de 1051), conde de Provenza.[1]